# Bert Bolin
Bert Bolin (født 15. marts 1925, død 30. december 2007) var en svensk meteorolog og klimaforsker. 

## Karriere
Bolin tog sin doktorgrad ved Stockholms universitet i 1956 og var professor i meteorologi fra 1961 til 1990. Han har også været videnskabelig direktør af European Space Research Organisation, nu kendt som European Space Agency. Han var den første leder af FN's klimapanel hvor han gjorde tjeneste fra 1988 til 1998.

## Priser
Bolin har fået en række priser for sit arbejde indenfor klimaforskning:
- 1984: Carl-Gustaf Rossby Research Medal
- 1988: Tyler Prize for Environmental Achievement
- 1995: Blue Planet Prize – ofte set på som svarende til Nobelprisen indenfor miljøvidenskab.

## Eksterne links
- IPCCs chairman Bert Bolin builds consensus (artikel på engelsk af Nick Sundt fra Global Change electronic edition 1995)